# Muluka Miti-Drummond
Muluka Miti-Drummond (geb. vor 2000) ist eine sambische Juristin und Spezialistin für die Lebenssituation von Menschen mit Albinismus, einer angeborenen Hautpigmentierungsstörung. Seit 2021 ist sie Unabhängige Expertin des UN-Menschenrechtsrats für die Rechte von Menschen mit Albinismus.

## Ausbildung
Miti-Drummond absolvierte ein Bachelorstudium in Rechtswissenschaften an der University of Venda in Thohoyandou (Südafrika). Sie erwarb Masterabschlüsse in Internationalem Recht an der University of Pretoria und Internationaler Entwicklung an der Open University in Milton Keynes (Großbritannien).

## Karriere
Miti-Drummond arbeitete als juristische Expertin an der Universidade Católica de Moçambique, sie beriet die Internationale Organisation für Migration (IOM). Sie leitete Forschungsprogramme für Amnesty International in portugiesisch- und spanischsprachigen afrikanischen Ländern. Sie arbeitete als juristische Regionaldirektorin für das „Southern Africa Litigation Centre“ (SALC), einer Non-Profit-Organisation in Johannesburg, die Menschenrechtsanwälte in den südafrikanischen Ländern unterstützt. In dieser Zeit beschäftigte sie sich insbesondere mit der problematischen Menschenrechtssituation in Angola unter Präsident José Eduardo dos Santos. Bis Januar 2020 arbeitete Miti-Drummond als stellvertretende Direktorin und „Senior Programme Lawyer for International Advocacy“ am „Human Rights Institute“ der International Bar Association (IBAHRI).
Als ein Schwerpunkt ihrer Arbeit entwickelte sich die Beschäftigung mit der Lebenssituation und besonders der Menschenrechtssituation von Menschen mit Albinismus. Diese angeborene Störung der Melanin-Bildung führt zu einer fehlenden Pigmentierung der Haut. Albinismus kommt auf der ganzen Welt vor, Betroffene sind aber in Ländern mit mehrheitlich dunkler Pigmentierung sichtbarer und häufiger Ausgrenzung und Verfolgung ausgesetzt. Miti-Drummond schrieb Berichte und Studien über die Menschenrechtssituation von Menschen mit Albinismus und entwickelte ein Manual für die entsprechende Arbeit von Menschenrechtsorganisationen und Anwälten.

## Ehrenamtliche Tätigkeiten
Im August 2021 wurde Miti-Drummond vom UN-Menschenrechtsrat zur Unabhängigen Expertin für die Rechte von Menschen mit Albinismus ernannt. Sie wurde Nachfolgerin der Nigerianerin Ikponwosa Ero, die sie während deren Amtszeit in juristischen Fragen beraten hatte.